# Костёл Иисуса из Назарета (Гегренай)
Костёл Иисуса из Назарета (лит. Gegrėnų Jėzaus Nazaretiečio bažnyčia) — католический храм в селе Гегренай, Плунгеский район, Литва.

## История
Построен в 1754 году в частных владениях дворян Венславских. Он предназначался для членов семьи и родных Михаила Венславского, поэтому строился небольшим (19,9 × 12,7 м). В начале XIX в. на том же самом месте костёл перестроили идентичным по форме. На переднем куполе установлен металлический солнцеобразный крест с гербом Венславских.
В 1882 г. во дворе костёла построили колокольню, а в 1888 г. — новый дом настоятеля. При костёле действовали Братство Святого Причастия и отделения Братства Апостольской молитвы и Общества литовских женщин. В 1940 г. учрежден Гегренский приход. В послевоенные годы в связи с уменьшением численности прихожан священник в Гегренай больше не проживал.
В настоящее время входит в состав епархии Тельшяя.

## Архитектура
Образец архаичного типа архитектуры культовых сооружений. В плане он прямоугольный с трехстенной апсидой и ризницей в правой половине. В 1850 г. симметрично первой построена вторая ризница. Фасады безбашенные, прямоугольные окна заканчиваются полукруглыми арками. Оригинальный и редкий элемент этого костёла — обращенные к апсиде небольшие фундаторские ложи.
Несмотря на многократный ремонт, плановая структура и внутреннее пространство костёла почти не изменились. Судя по свидетельству письменных источников, нынешний алтарь практически не отличается от первоначального. Уникальность большого алтаря храма обусловлена не только его аутентичностью, но и наличием установленной в обрамленной нише статуи Иисуса из Назарета. Эту славящуюся своей чудотворной силой статую раньше переодевали в матерчатые одежды в зависимости от текущего литургического периода. И интерьер, и экстерьер костёла скромные. Особенно значимы три деревянных барочных алтаря, сохранившиеся со времени возведения костёла.